# کارکس میکروپترا
کارکس میکروپترا (نام علمی: Carex microptera) نام یک گونه از سرده جگن است.